# Campionati mondiali di tiro 1929
I campionati mondiali di tiro 1929 furono la ventiseiesima edizione dei campionati mondiali di questo sport e si disputarono a Stoccolma. La nazione più medagliata fu la Svizzera.

## Risultati

### Uomini

#### Carabina
| Evento                     | Oro                                                                                   | Oro       | Argento                                                                         | Argento   | Bronzo                                                                                | Bronzo    |
| Evento                     | Atleta                                                                                | Risultato | Atleta                                                                          | Risultato | Atleta                                                                                | Risultato |
| 50m a terra                | Karl-August Larsson                                                                   | 390       | Lars Klärich                                                                    | 389       | Einari Oksa                                                                           | 389       |
| 50m a terra a squadre      | Finlandia Viljo Aro Lars Klärich Sven Lindgren Einari Oksa Albert Ravila              | 1931      | Svezia Olle Ericsson Karl Larsson Niels Larsson Evald Svensson Ivar Wester      | 1925      | Stati Uniti John Blakely Harry Renshaw Joe Sharp Russell Seitzinger Paul Woods        | 1857      |
| 50m in piedi               | Olle Ericsson                                                                         | 374       | P.J. Pedersen                                                                   | 372       | Einari Oksa                                                                           | 370       |
| 50m in piedi a squadre     | Svizzera Josias Hartmann Walter Lienhard Fritz Kuchen Jakob Reich Karl Zimmermann     | 1821      | Danimarca Paul Gerlow Paul Møller Christen Møller Anders Nielsen P. J. Pedersen | 1807      | Norvegia Mauritz Amundsen Willy Røgeberg Fredrik Nilsen Arne Amundsen Martin Trulsrud | ?         |
| 300m 3 posizioni           | Josias Hartmann                                                                       | 1114      | Karl Zimmermann                                                                 | 1114      | Harry Renshaw                                                                         | 1110      |
| 300m a terra               | Emrik Karlsson                                                                        | 383       | Olle Ericsson                                                                   | 383       | Josias Hartmann                                                                       | 382       |
| 300m in ginocchio          | Karl Zimmermann                                                                       | 376       | Josias Hartmann                                                                 | 357       | Harry Renshaw                                                                         | 347       |
| 300m in piedi              | Karl Zimmermann                                                                       | 358       | Josias Hartmann                                                                 | 357       | Russell Seitzinger                                                                    | 347       |
| 300m 3 posizioni a squadre | Svizzera Josias Hartmann Walter Lienhard Jakob Reich Ernst Tellenbach Karl Zimmermann | 5442      | Stati Uniti John Blakely Harry Renshaw Joe Sharp Russell Seitzinger Paul Woods  | 5397      | Svezia Olle Ericsson Mauritz Eriksson Gustaf Andersson Eerik Ohlsson Emrik Karlsson   | 5289      |

#### Carabina militare
| Evento            | Oro             | Oro       | Argento         | Argento   | Bronzo           | Bronzo    |
| Evento            | Atleta          | Risultato | Atleta          | Risultato | Atleta           | Risultato |
| 300m 3 posizioni  | Olle Ericsson   | 526       | Josias Hartmann | 524       | Karl Zimmermann  | 511       |
| 300m a terra      | Ernst Malmgren  | 185       | Olle Ericsson   | 185       | František Čermák | 184       |
| 300m in ginocchio | Karl Zimmermann | 181       | Camillo Isnardi | 181       | Eduard Zumstein  | 177       |
| 300m in piedi     | Josias Hartmann | 172       | Olle Ericsson   | 171       | Ludovico Nulli   | 164       |

#### Pistola
| Evento        | Oro                                                                                    | Oro       | Argento                                                                                 | Argento   | Bronzo                                                                                 | Bronzo    |
| Evento        | Atleta                                                                                 | Risultato | Atleta                                                                                  | Risultato | Atleta                                                                                 | Risultato |
| 50m           | Fritz Zulauf                                                                           | 542       | Jakob Fischer                                                                           | 533       | Oscar Ericsson                                                                         | 531       |
| 50m a squadre | Svizzera Jakob Fisher Robert Blum Jean Revilliod de Bude Fritz Zulauf Wilhelm Schnyder | 2651      | Spagna Cipriani Romero José Bento Lopez Luis Calvet Sandoz José Esquena Garcia Martinez | 2561      | Francia André de Castelbajac André des Jamonnieres Paul Gremeaux Marcel Bonin G. Regis | 2551      |

#### Bersaglio mobile
| Evento                      | Oro                                                                  | Oro       | Argento                                                              | Argento   | Bronzo                                                    | Bronzo    |
| Evento                      | Atleta                                                               | Risultato | Atleta                                                               | Risultato | Atleta                                                    | Risultato |
| 100m tiro singolo           | Otto Olsen                                                           | 203       | Bror Nilsson                                                         | 196       | Martti Liuttala                                           | 195       |
| 100m tiro singolo a squadre | Svezia Otto Hultberg P. Fredric Landelius Bror Nilsson Bill Modin    | 302       | Norvegia Thorstein Johansen Ole Lilloe-Olsen Einar Liberg Otto Olsen | 298       | Finlandia Lennart Hannelius Martti Liuttula Karl Wegelius | 2592      |
| 100m tiro doppio            | Otto Hultberg                                                        | 193       | Otto Olsen                                                           | 192       | Bill Modin                                                | 183       |
| 100m tiro doppio a squadre  | Norvegia Thorstein Johansen Ole Lilloe-Olsen Einar Liberg Otto Olsen | 581       | Svezia Otto Hultberg P. Fredric Landelius Bror Nilsson Bill Modin    | 570       | Finlandia Lennart Hannelius Martti Liuttula Karl Wegelius | 530       |

#### Fossa olimpica
| Evento      | Oro                                                                | Oro       | Argento                                                           | Argento   | Bronzo                                                    | Bronzo    |
| Evento      | Atleta                                                             | Risultato | Atleta                                                            | Risultato | Atleta                                                    | Risultato |
| Individuale | Sándor Lumniczer                                                   | 287       | Fredrik Landelius                                                 | 286       | Helmuth Keller                                            | 285       |
| A squadre   | Ungheria Sandor Dora Pal Dora Sándor Lumniczer Istvan Strassburger | 754       | Finlandia Ake af Forselles Werner Ekman Robert Huber Konrad Huber | 744       | Germania Helmuth Keller L. Schivy Rudolf Sack Sierslorpff | 737       |

## Medagliere
Nazione ospitante
| Posiz. | Nazione        | Oro | Argento | Bronzo | Totale |
| ------ | -------------- | --- | ------- | ------ | ------ |
| 1      | Svizzera       | 9   | 5       | 3      | 17     |
| 2      | Svezia         | 7   | 7       | 3      | 17     |
| 3      | Norvegia       | 2   | 2       | 1      | 5      |
| 4      | Ungheria       | 2   | 0       | 0      | 2      |
| 5      | Finlandia      | 1   | 2       | 5      | 8      |
| 6      | Danimarca      | 0   | 2       | 0      | 2      |
| 7      | Stati Uniti    | 0   | 1       | 4      | 5      |
| 8      | Italia         | 0   | 1       | 1      | 2      |
| 9      | Spagna         | 0   | 1       | 0      | 1      |
| 10     | Germania       | 0   | 0       | 2      | 2      |
| 11     | Cecoslovacchia | 0   | 0       | 1      | 1      |
| 11     | Francia        | 0   | 0       | 1      | 1      |